# Gui Boratto
Guilherme Boratto (San Paolo, 1974) è un disc jockey e produttore discografico brasiliano.

## Biografia
Comincia la sua carriera nel 1993 lavorando nel settore della pubblicità. Tra il 1994 e il 2004 ha lavorato per varie etichette in Brasile e nel mondo. Dopo aver conosciuto la cantante Patricia Coelho fonda insieme al fratello e produttore Tchorta il gruppo pop dance Sect, ottenendo un discreto successo. Dal 2005, si è dedicato alle proprie composizioni e produzioni di musica elettronica. Gestisce insieme al fratello un'etichetta indipendente chiamata Mega Musica.
Gui Boratto ha concesso in licenza diverse composizioni ad etichette europee come Kompakt, K2, Audiomatique, Harthouse, Plastic City. Alcune sue canzoni sono state remixate e continuano ad essere suonate da molti artisti tra cui Deep Dish, Tiefschwarz, Hernan Cattaneo ed altre.
Nel 2007 Gui Boratto è stato considerato il 133º miglior dj del mondo secondo la classifica della rivista DJ Mag; nel 2009 è salito alla posizione 98º. Chromophobia ha ottenuto il riconoscimento di Album del mese dalla rivista britannica Mixmag nel mese di aprile dello stesso anno.

## Discografia

### Album
- 2007 – Chromophobia
- 2009 – Take My Breath Away
- 2011 – III
- 2013 – The K2 Chapter
- 2014 – Abaporu
- 2018 – Pentagram

## EP
- 2005 – Sunrise
- 2005 – Arquipélago
- 2006 – Sozinho
- 2006 – Beluga
- 2006 – Speicher 38
- 2006 – Division EP
- 2006 – Gate 7
- 2007 – Royal House
- 2007 – Chromophobia Remixe Part 2
- 2007 – The Rivington EP
- 2008 – Anunciación
- 2010 – Azzurra
- 2013 – Generate
- 2016 – Speicher 90

### Singoli
- 2006 – Like You
- 2006 – It's Majik
- 2007 – Eurasia (Marc Romboy vs. Gui Boratto)
- 2008 – The Island (Gui Boratto & Martin Eyerer)
- 2009 – Atomic Soda/Ballroom
- 2009 – Take My Breath Away (remix)
- 2009 – No Turning Back (Remixes)
- 2011 – The Drill
- 2012 – Destination: Education (Remixes)
- 2012 – This Is Not the End Remixe
- 2013 – Too Late
- 2014 – Take Control
- 2014 – Joker Remixe